# Ocainas

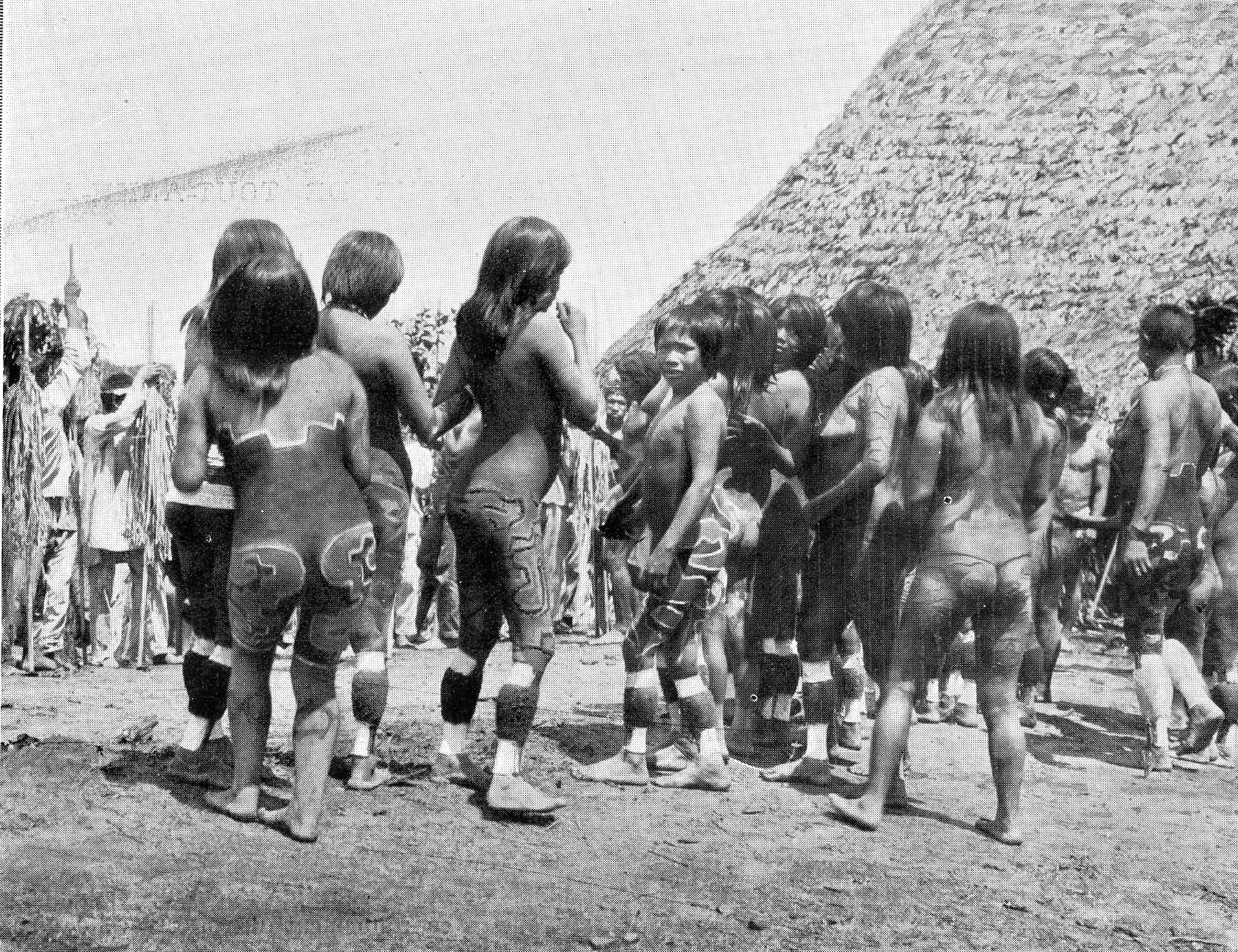
« Groupe de femmes Ocainas parées pour le bal » (années 1920)

Les Ocainas sont une population amérindienne d'Amazonie, aujourd'hui en voie d'extinction. Cette population est l'une des nombreuses population indigène qui parle encore leur propre langue.
En Amazonie,les personnes parlant encore ocaina son seulement 150 
Certains d'entre eux seulement parlent encore l'ocaina, une langue witotoane.